# Hoods Entertainment
Hoods Entertainment K.K. (jap. フッズエンタテインメント株式会社, Fuzzu Entateinmento Kabushiki-gaisha, engl. Hoods Entertainment inc.) ist ein japanisches Animationsstudio.

## Geschichte
Hoods Entertainment wurde im Februar 2009 von Satoshi Nagai gegründet, der zuvor als Produzent beim Animationsstudio Gonzo gearbeitet hatte. In der Anfangszeit teilten sich beide Studios daher dasselbe Gebäude in Nerima – heute sitzt Hoods in Suginami.
Das erste Werk des Studios war 2009 die Original Video Animation Aki-Sora, und im Januar 2010 wurde mit Seikon no Qwaser die erste Anime-Fernsehserie veröffentlicht.

## Produktionen

### Fernsehserien
- 2010: Seikon no Qwaser
- 2011: Manyū Hiken-chō
- 2011: Seikon no Qwaser II
- 2012: Nazo no Kanojo X
- 2013: BlazBlue Alter Memory
- 2013: Fantasista Doll
- 2014: Daitoshokan no Hitsujikai
- 2014: Kanojo ga Flag o Oraretara
- 2016: Drifters
- 2018: 3D Kanojo: Real Girl
- 2018: Märchen Mädchen
- 2019: 3D Kanojo: Real Girl

### Weitere Anime-Produktionen
- 2009: Aki-Sora (OVA)
- 2010: Aki-Sora – Yume no Naka (OVA)
- 2010: Seikon no Qwaser: Jotei no Shōzō (OVA)
- 2012: Hori-san to Miyamura-kun (OVA)
- 2013: Ark IX (OVA)
- 2013: Kagaku na Yakyokaitsura (OVA)
- 2013: Rescue Me! (OVA)
- 2015: Hantsu x Trash (OVA)